# David Thomas (Politiker, 1762)

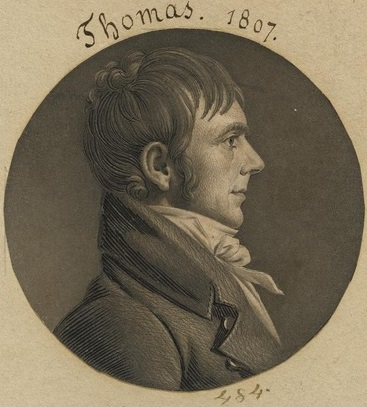
David Thomas

David Thomas (* 11. Juni 1762 in Pelham, Province of Massachusetts Bay; † 27. November 1831 in Providence, Rhode Island) war ein US-amerikanischer Jurist und Politiker. Zwischen 1801 und 1808 vertrat er den Bundesstaat New York im US-Repräsentantenhaus.

## Werdegang
David Thomas wuchs während der britischen Kolonialzeit auf, studierte und schloss sein Vorstudium ab. Während des Unabhängigkeitskrieges diente er 1777 als Volunteer, dann trat er 1781 als Korporal dem fünften Massachusetts-Regiment bei und stieg im Verlauf des Krieges zum Sergeant im dritten Massachusetts-Regiment auf. Ein Jahr nach dem Ende des Krieges zog er nach Salem (New York), wo er mehrere Jahre eine Taverne betrieb. 1786 wurde er zum Hauptmann in der Nationalgarde von New York ernannt. Er stieg dann 1805 zum Generalmajor der nördlichen Division von New York auf. Thomas verfolgte kaufmännische Geschäfte. Er saß im Jahr 1794 sowie zwischen 1798 und 1800 in der New York State Assembly. Zwischen 1797 und 1800 war er Town Supervisor von Salem. Daneben war er zwischen 1798 und 1801, 1804 und 1811 als Friedensrichter tätig.
Als Gegner einer zu starken Zentralregierung schloss er sich in jener Zeit der von Thomas Jefferson gegründeten Demokratisch-Republikanischen Partei an. Bei den Kongresswahlen des Jahres 1800 wurde Thomas im siebten Wahlbezirk von New York in das US-Repräsentantenhaus in Washington, D.C. gewählt, wo er am 4. März 1801 die Nachfolge von John Thompson antrat. Im Jahr 1802 kandidierte er im zwölften Wahlbezirk von New York für einen Kongresssitz. Nach einer erfolgreichen Wahl trat er am 4. März 1803 als erster Abgeordneter des Distrikts seinen Dienst an. Er wurde zwei Mal in Folge wiedergewählt, trat allerdings am 1. Mai 1808 von seinem Sitz zurück.
Am 5. Februar 1808 wurde er zum Finanzminister (State Treasurer) von New York ernannt – eine Stellung, die er bis zum 8. Februar 1810 innehatte. Thomas bekleidete den Posten zwischen dem 18. Februar 1812 und dem 10. Februar 1813 ein zweites Mal. Er verstarb am 27. November 1831 in Providence und wurde auf dem Evergreen Cemetery in Salem beigesetzt.